# Jennifer Phang
Jennifer Phang, née à Berkeley (Californie), est une réalisatrice, scénariste, productrice, monteuse américaine.

## Biographie

### Formation
- Pomona College

## Filmographie partielle

### Comme réalisatrice

#### Au cinéma
- 1998 : Still Life
- 2000 : Love, Ltd.
- 2003 : The Matrices (vidéo)
- 2007 : Midnight Boycow
- 2008 : Half-Life (en)
- 2015 : Advantageous (en)

#### À la télévision
- 2012 : Futurestates (série télévisée)
- 2016 : L'Exorciste (série télévisée)
- 2024 : Descendants : L'Ascension de Red (téléfilm)